# حشره‌خوار گوش‌کوچک مکزیکی
 حشره‌خوار گوش‌کوچک مکزیکی (نام علمی: Cryptotis mexicana) نام یک گونه از سرده حشره‌خوار گوش‌کوچک است.